# Dinictis

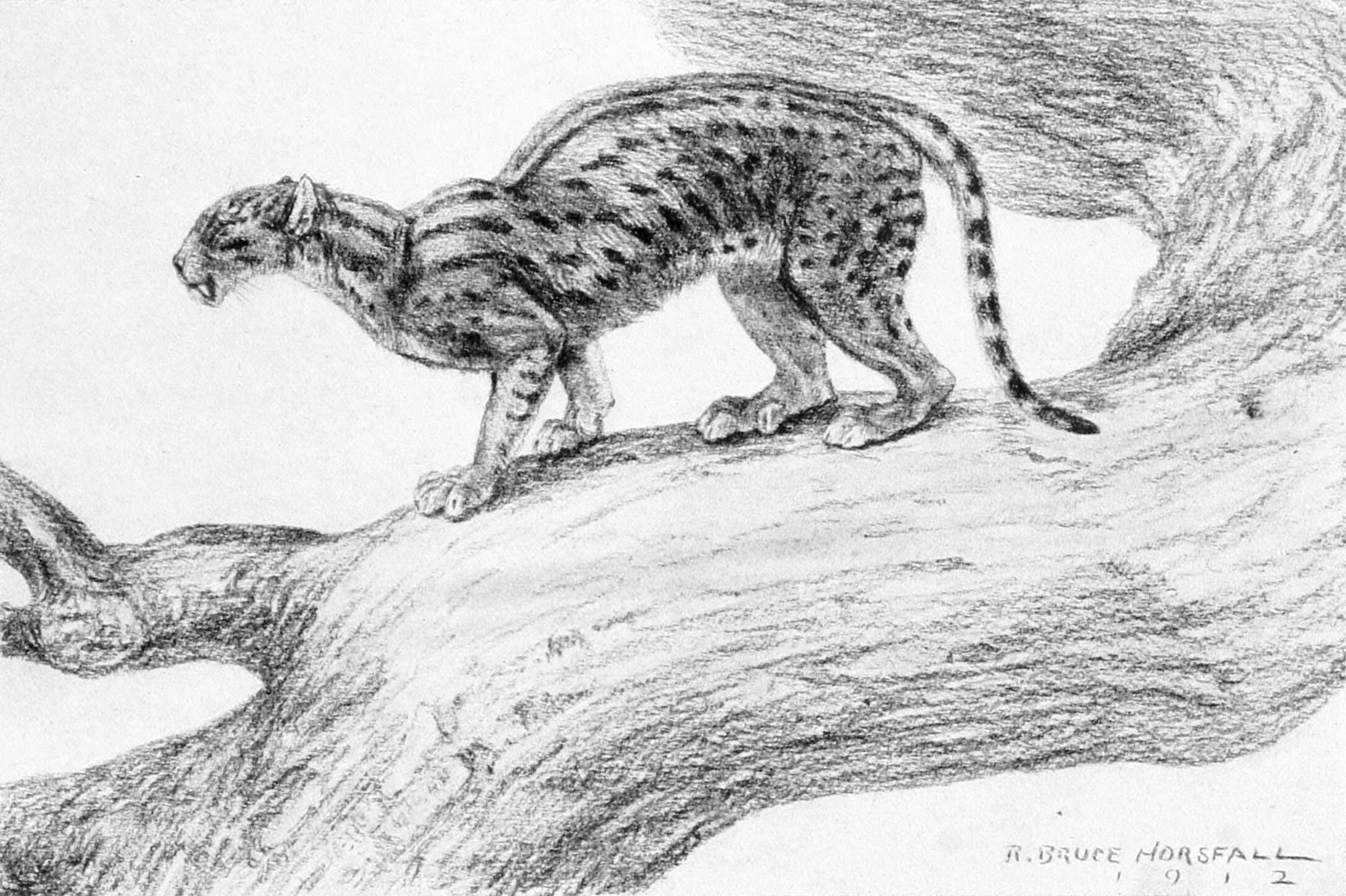
Dinictis: um dos primeiros felinos.

O Dinictis é um animal já extinto que viveu durante os períodos Eoceno e Oligoceno (30,8—20,6 milhões de anos), existindo aproximadamente por 10,2 ma. Foi o primeiro animal a apresentar a maior parte das características presentes nos felinos atuais. Também é conhecido como "falso tigre-dente-de-sabre".
O seu mais antigo ancestral conhecido é o Miacis, mamífero que viveu há cerca de 40 milhões de anos, no final do período paleoceno, e possuia o hábito de caminhar sobre os galhos das árvores.

## Taxonomia
Dinictis foi denominado por Joseph Leidy (1854), em seu artigo Dinictis felina. Foi atribuído a Nimravidae por Leidy (1854); e a Nimravinae por Flynn e Galiano (1982), Bryant (1991) e Martin (1998).